# Apostolische Präfektur Lintong
Die Apostolische Präfektur Lintong (lat.: Apostolica Praefectura Lintungensis) ist eine in der Volksrepublik China gelegene römisch-katholische Apostolische Präfektur mit Sitz in Lintong.

## Geschichte
Die Apostolische Präfektur Lintong wurde am 18. Mai 1937 durch Papst Pius XI. mit der Apostolischen Konstitution Quo melius aus Gebietsabtretungen des Apostolischen Vikariates Siping errichtet.

## Apostolische Präfekten von Lintong
- Edgar Larochelle PME, 1937–1938
- Émilien Massé PME, 1939–1943
- Joseph Gustave Roland Prévost-Godard PME, 1946–1956, dann Apostolischer Vikar von Pucallpa
- Sedisvakanz, seit 1956